# Fernando Restoy
Fernando Restoy Lozano (Madrid, 4 de setembre de 1961) és un economista espanyol, sotsgovernador del Banc d'Espanya entre 2012 i 2017.
Es va llicenciar en Ciències Econòmiques i Empresarials per la Universitat Complutense de Madrid el 1984. El 1988 acaba el màster en Econometria i Economia Matemàtica per la London School of Economics. Va obtenir el seu màster i doctorat en Economia per la Universitat Harvard (1991).
La seva carrera al Banc d'Espanya comença el 1998 quan va ser anomenat economista en cap de la Unitat d'Estudis Financers, pertanyent al Departament d'Estudis Monetaris i Financers del Servei d'Estudis. El 2001 és nomenat director de l'esmentat Departament, càrrec que va ocupar fins a 2007. El 18 de juliol de 2007 va ser nomenat conseller de la Comissió Nacional del Mercat de Valors (CNMV) i l'1 de gener de 2008 president del CERSR-Fi (Grup d'informació del Comitè Europeu de Reguladors de Valors-CESR). El Consell de Ministres li va nomenar vicepresident de la CNMV el 3 d'octubre de 2008 en substitució de Carlos Arenillas, que havia presentat la seva dimissió al ministre d'Economia i Hisenda, Pedro Solbes.
Entre 2012 i 2015 va ser president de la Comissió Rectora del Fons de Reestructuració Ordenada Bancària (FROB), sent substituït per Jaime Ponce. L'1 de gener de 2017 va deixar el Banc d'Espanya i esdevenir president del Financial Stability Institute del Banc de Pagaments Internacionals. Hi va substituir el lloc de president del FSI Josef Tošovský, que ocupava el càrrec des de 2000.

## Publicacions
- Restoy, F.; Weil, P. «Approximate Equilibrium Asset Prices». Review of Finance, 15, 1, 1993, pàg. 1–28. DOI: 10.1093/rof/rfq015. ISSN: 1572-3097.
- Restoy, Fernando; Rockinger, G. Michael «On Stock Market Returns and Returns on Investment». The Journal of Finance, 49, 2, 1994, pàg. 543–556. DOI: 10.1111/j.1540-6261.1994.tb05151.x. ISSN: 00221082.